# Jules Armingaud
Jules Armingaud est un violoniste et compositeur français né le 3 mai 1820 à Bayonne et mort le 27 février 1900 à Paris.

## Biographie
Bertrand Jules Armingaud naît le 3 mai 1820 à Bayonne,.
Il commence son éducation musicale dans sa ville natale avant de se rendre en 1839 à Paris, où il est refusé au Conservatoire, étant jugé « trop avancé »,. Dans la capitale, il se perfectionne auprès de Delphin Alard, qui l'intègre comme second violon dans sa Société de quatuor à cordes, poste qu'Armingaud occupe jusqu'en 1852.
En 1840, Jules Armingaud est engagé par Valentino. Comme interprète, il crée les 24 quintettes « Les Saisons » de Félicien David (1845-1846), joue au sein de l'orchestre de l'Opéra-Comique (1850) et donne des séances de concerts à son domicile de la rue d'Hauteville. Ami proche d'Édouard Lalo, dont il partage les idées républicaines, il fonde en 1848 l'Association des artistes musiciens, rivale de celle d'Isidore Taylor.
Armingaud est une personnalité majeure du quatuor à cordes français au XIXe siècle. En 1855, il crée une Société de quatuor à cordes, tenant la partie de premier violon, aux côtés de Lalo, Joseph Mas et Léon Jacquard. Le quatuor se fait une belle réputation dans les œuvres de Beethoven et Mendelssohn, notamment. Avec l'ajout d'instruments à vent, l'ensemble se transforme à compter de 1872 en Société classique de musique de chambre,.
En 1878, Jules Armingaud est nommé chevalier de la Légion d'honneur.
Comme compositeur, il est l'auteur de cinquante-trois opus, des œuvres pour piano et violon majoritairement, ainsi que plusieurs œuvres vocales sur des poèmes d'Edmond Roche. Il a en outre publié à la fin de sa vie deux recueils d'aphorismes et d'anecdotes sur la musique, Consonances et dissonances (Paris, 1882) et Modulations (Paris, 1895),.
Jules Armingaud meurt à Paris le 27 février 1900,.